# Юдалл-Пойнт
Юдалл-Пойнт (англ. Point Udall), ранее Ороте-Пойнт (англ. Orote Point, исп. Punta Orote) — мыс полуострова Ороте, расположенный в гавани Апра, Гуам. Считается крайней западной точкой острова, и, соответственно, крайней западной точкой США. На Юдалл-Пойнт расположен исторический комплекс Ороте, внесённый в Национальный реестр исторических мест США.
На Ороте-Пойнт до Второй мировой войны располагалась авиабаза Соединенных Штатов, позже заброшенная и захваченная японцами во время Первой битвы за Гуам 8 декабря 1941 года. После освобождения Гуама американцы восстановили базу, сейчас она является частью военно-морской базы Гуам.

## История названия
Юдалл-Пойнт назван в честь бывшего конгрессмена от Аризоны Морриса «Мо» Юдалла в мае 1987 года (был переименован из Ороте-Пойнт) по предложению конгрессмена США от Орегона Денни Смита «в честь службы и достижений Морриса Юдалла». Название Юдалл-Пойнт было официально утверждено губернатором Гуама Джозефом Франклином Адой.
Самая восточная точка Соединённых Штатов, расположенная на Виргинских островах, также называется Point Udall с 1968 года, но в честь брата Мо Юдалла, Стюарта.
В заявлении 1987 года конгрессмен Смит и делегат Гуама в Конгрессе без права голоса Бен Блаз объяснили, что «день Америки начнётся и закончится в Юдалл-Пойнт».
После смерти Мо Юдалла в 1998 году, президент США Билл Клинтон выступил с заявлением, в частности, сказав:

«Вполне уместно, что самая восточная точка Соединённых Штатов на Виргинских островах и самая западная точка на Гуаме называются Юдалл-Пойнт. Над наследием Мо Юдалла никогда не зайдёт солнце».